# あのコのHappy Face
「あのコのHappy Face」（あのこのハッピーフェイス）は、しあわせシスターズのシングル。2001年11月21日発売。

## 概要
テレビ東京系アニメ『しあわせソウのオコジョさん』の前期オープニングテーマとして起用され、『眠くなるまで』は同アニメの前期エンディングテーマとして起用された。

## 収録曲
1. あのコのHappy Face (3:49)
  - 作詞：吉元由美／作曲・編曲：平間あきひこ
2. 眠くなるまで (3:32)
  - 作詞：斉藤謙策／作曲・編曲：ジャック・伝ヨール ／歌：高取ヒデアキ
3. あのコのHappy Face(オリジナル･カラオケ)  (3:49)
4. 眠くなるまで(オリジナル･カラオケ)  (4:55)